# (3175) Netto
(3175) Netto es un asteroide perteneciente al cinturón de asteroides, descubierto el 16 de diciembre de 1979 por Henri Debehogne y el también astrónomo Edgar R. Netto desde el Observatorio de La Silla, Chile.

## Designación y nombre
Designado provisionalmente como 1979 YP. Fue nombrado Netto en honor al astrónomo “Edgar Rangel Netto”, uno de sus descubridores.